# Escuelas de Llanteno
Las escuelas de Llanteno, en Ayala (Álava, España), fueron construidas en 1897, gracias a la generosidad de Antonio y María Francisca de Murga y Michelena, y Antonio de Vitórica y Revilla.

## Edificio
Es un edificio exento compuesto por tres volúmenes de planta rectangular (un cuerpo principal y dos laterales adosados). El cuerpo principal se dispone en mayor altura y representa un eje de simetría en la composición del conjunto. El edificio tiene unas dimensiones de 40 metros de longitud por 15 de ancho.
El cuerpo principal es de planta rectangular, más estrecho y alto, con planta semisótano, baja, más dos plantas y bajocubierta. La cubierta es de teja cerámica plana a doble vertiente con cumbrera perpendicular a la fachada principal, orientada al Este, hacia el acceso al recinto.
A ambos lados del cuerpo central se disponen ortogonalmente un edificio de cubierta de teja cerámica plana a tres aguas, de mayor anchura y una altura menor. Estas edificaciones laterales constan de planta semisótano, baja, primera y bajocubierta. Son las alas de servicio del conjunto y se disponen en un leve segundo plano respecto a la fachada principal del cuerpo central. En sus extremos laterales como una leve prolongación se disponen salientes a modo de torres anexas con un tratamiento diferencial por su cobertura de pizarra en forma piramidal a cuatro aguas de gran pendiente. Todo el conjunto consta de un zócalo o basamento formado por un semisótano, presente en la fachada principal.

### Estructura
El esquema estructural es de pórticos dispuestos según la dirección de la cumbrera del cuerpo edilicio que los alberga, mayoritariamente son de madera, si bien en la planta baja del cuerpo central son de fundición. La estructura del edificio es de vigas de madera, en las que apoyan cuarterones de roble.

### Fachadas
La Escuela presenta su fachada principal hacia un espacio abierto elevado respecto el nivel de la calle de acceso. El recinto se cierra a la carretera por un basamento de piedra caliza que recoge la entrada mediante una apertura central. El acceso principal se presenta frontalmente, en orientación este y presenta doble escalera de doble rampa, a ambos lados del cuerpo central, dando servicio directamente a la planta baja o plano noble.
La fachada Este presenta una composición mediante cuerpo central saliente en 2 metros, a modo de piñón o hastial con dos ejes de vanos y remate superior con un reloj en el muro y campana en la cumbrera, y cuerpos laterales simétricos con 5 ejes de vanos cada uno y distinción clara de pisos. La planta baja marca su importancia como plano noble con sus vanos de gran altura y remate superior en arco de medio punto. Todos los esquinales y forjados se resaltan con dentellones y líneas salientes horizontales o impostas respectivamente. La escuela está revocado y muestra esquínales de sillería de arenisca en la fachada principal, en los vanos de acceso al semisótano y en la coronación de las rampas, siendo el resto enfoscados. Es un orden sobrio donde se aprecia el cuerpo central que sirve de entrada al edificio por el espacio lateral generado al adelantarse respecto a los cuerpos laterales. Hay dos puertas de acceso al semisótano.
En la fachada Oeste, se presenta un acceso secundario al edificio en planta baja, sin necesidad de escaleras debido al desnivel del terreno. El semisótano se ventila mediante un patio inglés de un metro de anchura coronado por piedra con aparejo de sillería. La composición es básicamente similar al alzado Este, salvo que toda la fachada es lisa y se da en un mismo plano.
Las fachadas transversales norte y sur presentan el mismo tratamiento, es un paño que refleja la anchura de los cuerpos laterales a los que se adosa centralmente las torres descritas, de dimensiones 4 x 1,5 metros, elementos que acentúan su carácter ecléctico e indefinido. Continua la composición del resto de fachadas con 2 ejes de vanos ojivales o apuntados en la torre y a cada lado de ella otros dos ejes de vanos de medio punto. Las torres anexas presentan en el vértice de cubierta remate mediante esfera y veleta en forma de gallo.

### Interior
En planta semisótano un amplio hall coincidente con el cuerpo edilicio central, al que se accede por dos puertas desde la fachada principal, da servicio a los cuerpos laterales, donde se alojan un local para jubilados, un taller de barro y un taller de manualidades. En planta primera, con acceso por las rampas simétricas de la fachada principal se encuentran las escuelas, con el cuerpo central como área de recreo, y los cuerpos laterales como aulas de chicos y chicas respectivamente, actualmente se imparten cursos de pintura. En un lateral de esta planta y con acceso por la torre, se ubica una vivienda abandonada en mal estado, en esta planta también se alberga la consulta médica. En planta primera, se albergan 4 viviendas y un local. La planta segunda y las bajo cubiertas se encuentran sin uso y en mal estado de conservación.

### Mapas
En el aula de las chicas y en la de los chicos había un mueble con 3 mapas, datados en 1883. Desde la Junta Administrativa se solicitó su restauración en el año 2020 por medio de las subvenciones anuales que convoca la Diputación Foral de Álava para intervenciones de conservación o restauración de bienes histórico-artísticos de las Entidades Locales. Su restauración supuso mucho trabajo, porque los mapas eran un rulo de papeles y de telas y no se veía muy bien lo que contenía.
Cada mueble contiene un rollo continuo de tres mapas encolados a una tela que hace de soporte secundario y cosidos. Los muebles guardaban los mapas y servían para presentarlos. Un sistema permitía mostrar uno de los tres mapas según la materia a estudiar. Una barra de madera fija en la parte superior tensaba los mapas, enrollándose o desenrollándose sobre otras dos barras - dispuestas en la zona inferior- al hacerlas girar con una manivela. Cada rollo contiene un mapa de España y Portugal, otro de Europa y una cartografía celeste y mapamundi, con imágenes del sistema solar o planetario, fases de la luna, teoría de los eclipses, las estaciones del año o un bosquejo geológico de la capa terrestre.

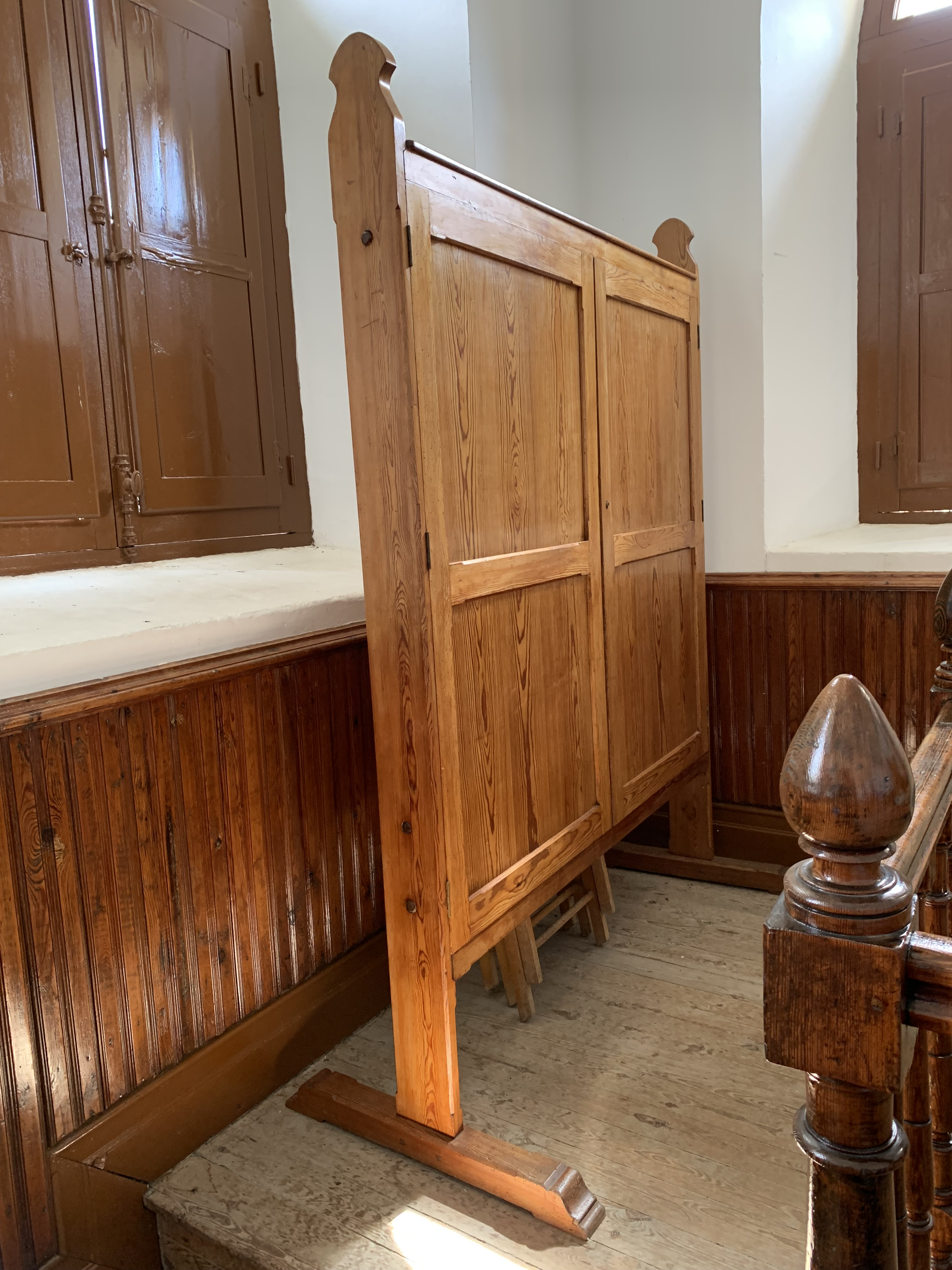
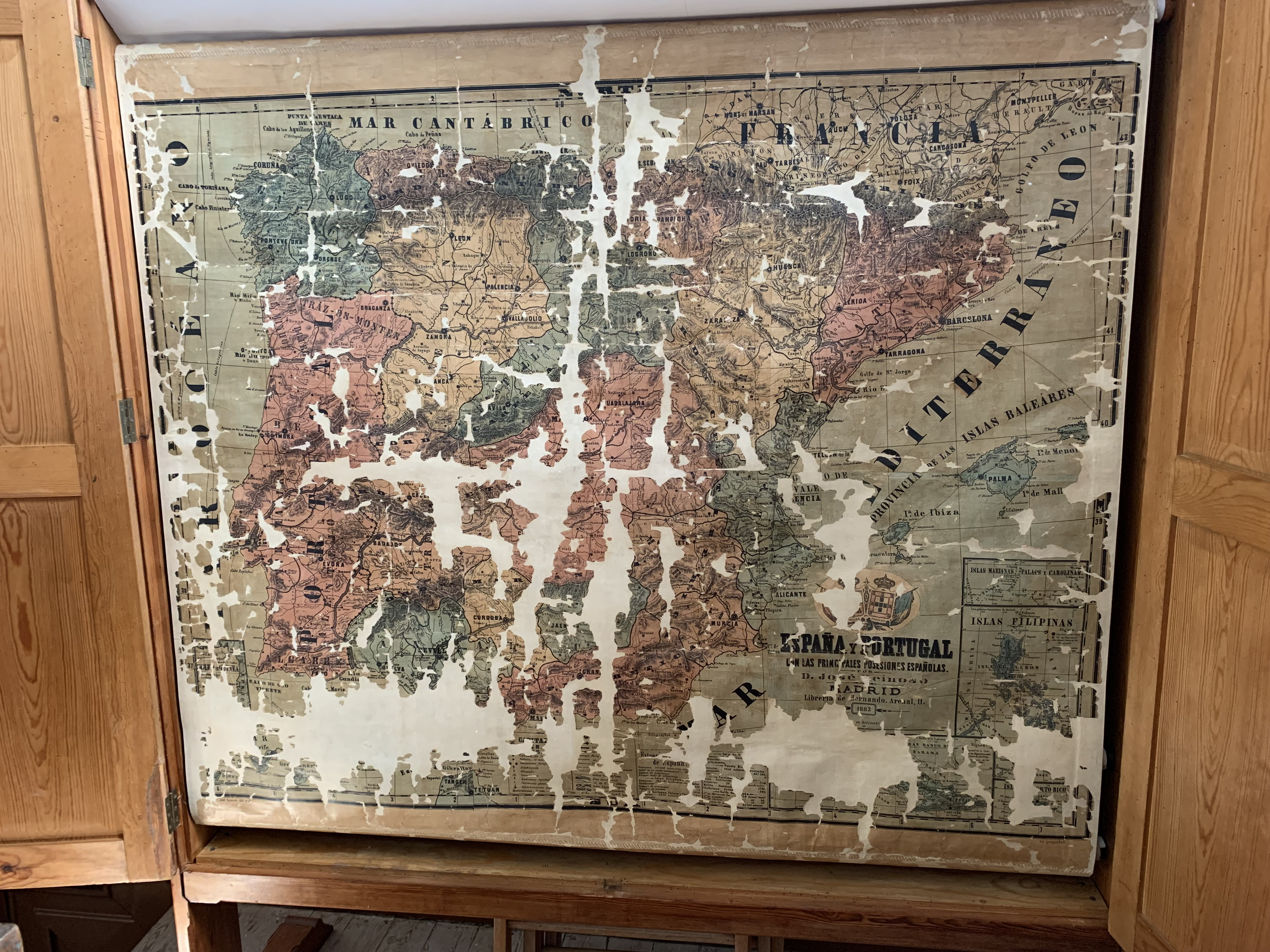
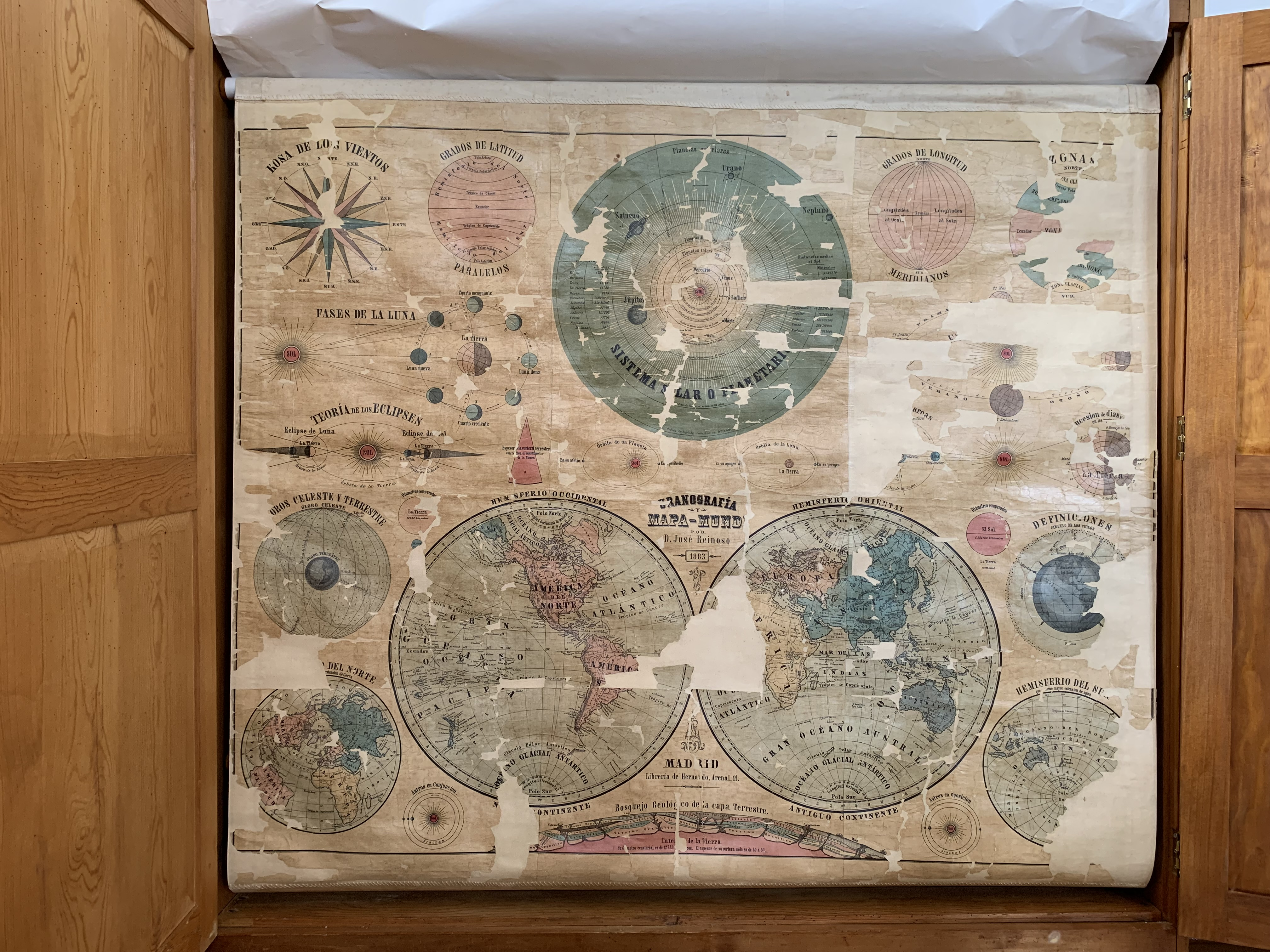
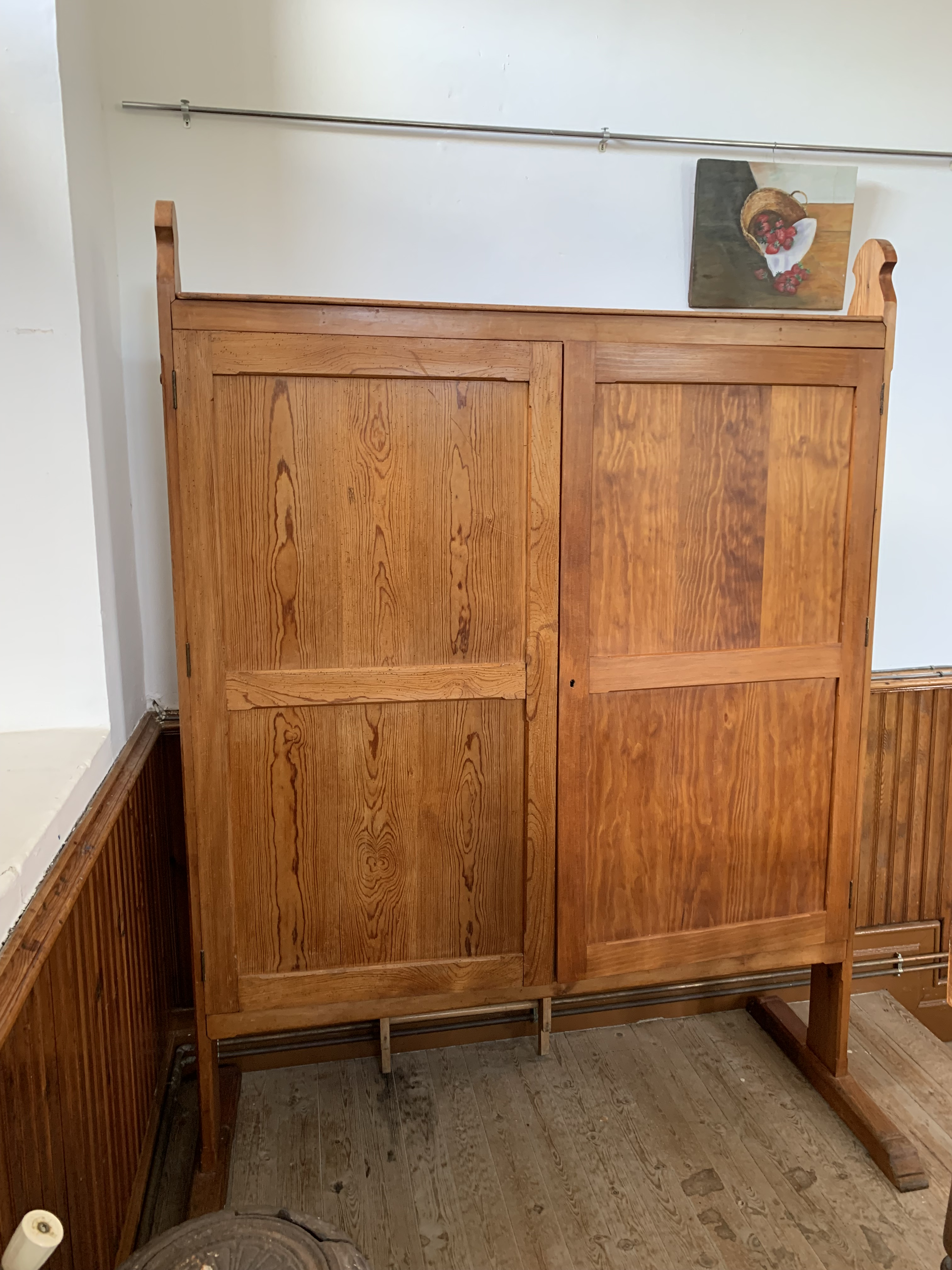
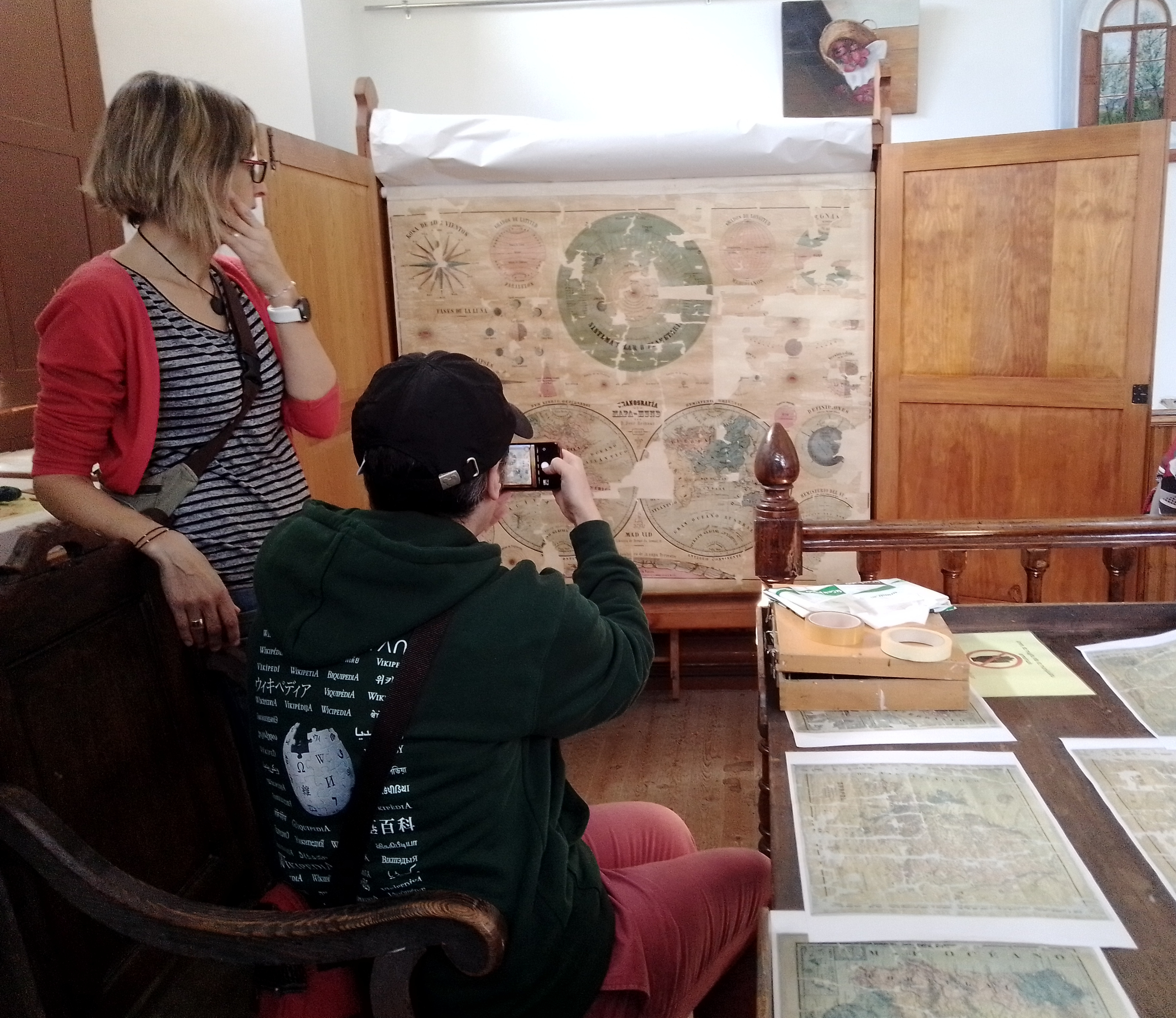

## Usos
El edificio cuenta con una intensa actividad cultural y educativa no reglada, en forma de talleres, cursos y exposiciones que permiten formar en distintas disciplinas, sobre todo artísticas y artesanas, a los habitantes del valle, y que han convertido el inmueble en un ejemplo de inclusión educativa.
En 2019 el edificio, por su importancia patrimonial se incluyó en el listado de subvenciones del Departamento de Cultura de la Diputación Foral de Álava, dirigidas a conservar y restaurar bienes histórico-artísticos propiedad de juntas administrativas y ayuntamientos de Álava.